# ORF1
ORF 1（オーアールエフ・アインス、以前の名称はFS1, ORF eins）はオーストリア放送協会が運営するチャンネル。

## 概要
1955年に開局。主な番組としてはスキー、フォーミュラ1、サッカーなどのスポーツ中継である。その他、ZiBフラッシュなどのニュース番組や、コメディ「Mitten im 8en」などが放送されている。